# Mercurius
Mercurius vagy magyarosan Merkúr a római vallás és mitológia egyik fő istene, a panteonon belül egyike a tizenkét főistennek. 
Ő az anyagi haszon, a kereskedelem, az ékesszólás,  a kommunikáció (beleértve a jóslást is) istene. A görög Hermészhez asszimilálva az utazók, a határok, a szerencse, a tolvajok istene és a többi isten hírnöke is lesz. Emellett a lelkek vezetőjeként szolgál az alvilágba vezető úton.

## Család
A római mitológiában Maia és Iuppiter fia volt.
Testvérei: Vulcanus, Diana.
Gyermekei: Evander, Amor.

## Ábrázolása, tisztelete
Hagyományos attribútumai leggyakrabban a petasus (lapos karimájú kerek kalap), a caduceus, a talaria (szandál), valamint a kakas és a kecske. 
Gyakran ábrázolják a kezében a caduceussal.
A provinciákban szoborképek is maradtak fenn, amelyek annyiban jellegzetesek, hogy Mercuriust pénzeszacskóval ábrázolják.
Római templomán, melynek képét M. Aurelius egyik bronzérmére verette, ott látjuk kedves állatait, a teknősbékát, kakast és kecskebakot.
Ünnepnapja május hónapnak a közepére esett, különösen Mercuralia  idején, melyen főleg a kereskedők áldoztak neki. Az állatok közül leginkább bakot áldoztak neki, azután kost, kivételesen borjút és sertést is.
Merész vállalkozásoknál fogadalmi ajándékul ajánlották a remélhető haszonnak a bizonyos hányadát.

## Történet
Mercurius nem tartozott az első római istenségek csoportjába; nem jelenik meg az ősi, archaikus római vallás di indigetes  istenségei között.
A legkorábbi formáiban úgy tűnik, hogy kapcsolatban áll az etruszk Turms istenséggel.
Amikor a Kr. e. 5. század első éveiben Róma gabonaellátásában fennakadás állott be, egy görög nyelvű jóslatkönyv (az úgynevezett „Szibülla jóslatok” könyve) azt tanácsolta a rómaiaknak, hogy emeljenek templomot Hermésznek, akit az itáliai görög városok, – melyek Rómának gabonát adtak el, – mint a gabonaexport védőistenségét tisztelték. Ilyképpen Hermész, aki a görög hazájában igen sokoldalú istenség volt, mint kereskedőisten vonult be a római istenek közé, ahol ezért az áru latin nevéről (merx) Mercuriusnak (áru-istennek) nevezték.
A Kr. e. 495 táján felavatott Mercurius-templom csakhamar annyira népszerűvé lett Rómában, hogy már nem csupán a kereskedők imádkoztak hozzá, hanem az árú-isteni mivoltán felül Hermész valamennyi tulajdonságát is érvényesítette, úgyhogy a Mercurius név teljesen azonossá vált Hermész isten nevével.